# Înapoi în cartier
Înapoi în cartier este un film românesc din 2007 regizat de Gelu Radu. Rolurile principale au fost interpretate de actorii Mody Levente, Florin Matingo, Horia Radu.

## Distribuție
Distribuția filmului este alcătuită din:
- Lucescu Matingo — Fane
- Florin Matingo — Brazilianu
- Florin Runcan — Gota
- Horia Radu — Hensi
- Ingrid Dimofte — Mama lui Moșu'
- Angela Tirek — Carina
- Mircea Ciolpan — Mihai
- Mody Levente — Moșu'
- Monica Hajdu — Ana

## Primire
Filmul a fost vizionat de 1.846 de spectatori în cinematografele din România, după cum atestă o situație a numărului de spectatori înregistrat de filmele românești de la data premierei și până la data de 31 decembrie 2014 alcătuită de Centrul Național al Cinematografiei.